# لوك فيرلاند
لوك فيرلاند هو سياسي كندي، ولد في 13 فبراير 1955 في بتيت ساغوناي في كندا. نشط حزبياً في الحزب الكيبيكي. وقد انتخب عضو الجمعية الوطنية في كيبك ‏.